# Hypodynerus dimidiaticornis
Hypodynerus dimidiaticornis är en stekelart som först beskrevs av Edoardo Zavattari 1912.
Hypodynerus dimidiaticornis ingår i släktet Hypodynerus och familjen Eumenidae. Inga underarter finns listade i Catalogue of Life.